# HD 45652
Lusitânia eller HD 45562 är en ensam stjärna belägen i den norra delen av stjärnbilden Enhörningen. Den har en  skenbar magnitud av ca 8,13 och kräver åtminstone en stark handkikare eller ett mindre teleskop för att kunna observeras. Baserat på parallax enligt Gaia Data Release 2 på ca 28,7 mas, beräknas den befinna sig på ett avstånd på ca 114 ljusår (ca 35 parsek) från solen. Den rör sig närmare solen med en heliocentrisk radialhastighet på ca -5 km/s.

## Nomenklatur
HD 45652 gavs av International Astronomical Union officiellt namnet Lusitânia den 17 december 2019 vid presskonferensen efter IAU100 i Paris.

## Egenskaper
HD 45652 är en gul till orange stjärna i huvudserien av spektralklass G8-K0 V Den har en massa som är ca 0,83 solmassor, en radie som är ca 0,9 solradier och har ca 0,72 gånger solens utstrålning av energi från dess fotosfär vid en effektiv temperatur på ca 5 300 K.

## Planetsystem
I maj 2008 tillkännagavs upptäckten av en exoplanet, HD 45652 b, som kretsar kring stjärnan. Planeten upptäcktes med metoden mätning av radialhastighet genom observationer åren 2005 till 2007. Planeten har en massa som är ≥0,433 ± 0,076 Jupitermassa och en omloppsperiod av 44,073 ± 0,0048 dygn.